# Vasculite
Le vasculiti sono patologie infiammatorie a carico dei vasi sanguigni. Esse comprendono un enorme spettro di patologie che sono accomunate dalla presenza di un'infiammazione primaria a carico della parete vasale del vaso sanguigno (es. endotelio o connettivo sottoendoteliale della tonaca intima di un grande vaso).
Il "capitolo" delle vasculiti rientra in una delle quattro aree di ricerca principali dell'allergologia e dell'immunologia clinica (una ramificazione della medicina interna). Le rimanenti tre riguardano le immunodeficienze, le malattie allergiche e le malattie autoimmuni.
Un esempio di vasculite è l'arterite (che colpisce soltanto le arterie); gli esempi più importanti di quest'ultima fattispecie sono l'arterite di Takayasu e l'arterite temporale.

## Scoperta

### Il contributo italiano: arterite di Morgagni-Takayasu
A differenza della storia correlata alla maggior parte delle malattie vascolari (es. aterosclerosi), quella delle vasculiti possiede un'origine relativamente recente. Le prime testimonianze scritte riguardanti le vasculiti risalgono al 1761, grazie al contributo del medico forlivese Giovan Battista Morgagni. Nella sua opera De sedibus et causis morborum per anatomen indagatis, egli descrisse una patologia che, successivamente, sarebbe stata chiamata arterite di Takayasu.

### Il contributo inglese: porpora
Un contributo sostanziale avvenne nel 1808, con la pubblicazione del trattato On cutaneus diseases da parte del fondatore della dermatologia, il dott. Robert Willan. Egli descrisse una delle più comuni manifestazioni cutanee (segni clinici) delle vasculiti, la porpora.

### Il contributo tedesco: periarterite nodosa

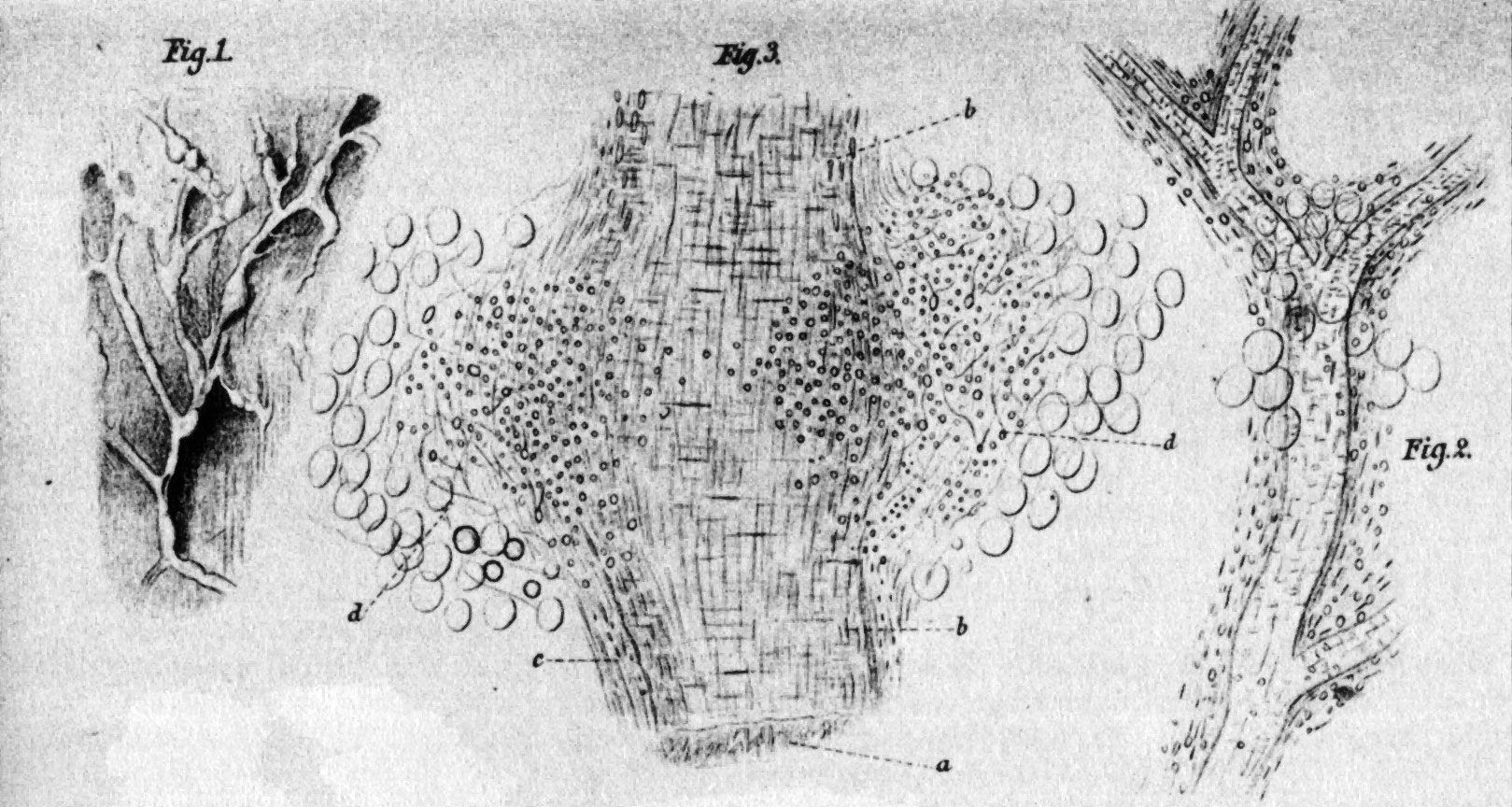
Un'immagine proveniente dall'opera di Kussmaul e Maier

Nel 1866 il patologo Rudolf Robert Maier e il medico Adolph Kussmaul riportarono nella letteratura scientifica occidentale una descrizione dettagliata di un sottotipo di vasculite, quello della periarterite nodosa. Tutto nacque dal caso clinico del giovane Carl Seufarth, di 27 anni, con anemia, marasma e astenia che si recò alla clinica di Friburgo nel 1865. Le sue condizioni peggiorarono nel mese di maggio con ipotonia muscolare, insonnia e dolori. Il 30 maggio, Maier e Kussmaul descrissero al di sotto della cute dell'addome del torace la presenza di "noduli" a forma di pisello. Seufarth morì il 3 giugno.
All'autopsia, i due medici scoprirono la natura infiammatoria della patologia. Nello specifico, inquadrarono l'aspetto macroscopico dell'ispessimento nodulare della parete delle arterie di piccolo e medio calibro (es. arterie dello stomaco, intestino, reni, milza; ma anche arterie coronarie e muscolari).
Successivamente, descrissero le lesioni da un punto di vista microscopico, riportando:
- crescite cellulari nel campo della tonaca media e avventizia (meno nell'intima);
- neoformazioni di tessuto connettivo e fenomeni trombotici;
- dilatazione o restrizione (aneurisma) del lume vasale;
- nefrite diffusa cronica (malattia di Bright).

L'importanza del lavoro di Maier e Kussmaul risiede nell'esser riusciti a:
- identificare il quadro infiammatorio della malattia;
- teorizzare l'avanzamento della malattia (dalla tonaca più esterna a quella più interna);
- discriminare la patologia tra altre e formularne una ex-novo.

### La conferenza internazionale di Capri di Immunologia clinica e l'influenza statunitense: le vasculiti primarie e secondarie
Nel 1968, Anthony S. Fauci, G. Marone, M. Condorelli e L.M. Lichtestein presero parte alla conferenza internazionale di Capri e fornirono la prima classificazione delle vasculiti.
Nel 1990, questa classificazione venne implementata dall'American College of Rheumatology, che fornì dei criteri di sensibilità e specificità per la diagnosi delle vasculiti.
Nel 1994, W.D. Travis e M.N. Koss scoprirono una vasculite secondaria all'infezione da EBV e pertanto furono i primi a scoprire una delle cause di eziopatogenesi della malattia. Essi definirono:
- le vasculiti primarie, a causa sconosciuta;
- le vasculiti secondarie, causate in seguito all'instaurarsi di altre patologie.[4]

### Il contributo statunitense: le "Consensus Conferences" di Chapel Hill
Nel 1982 e nel 2012 di tennero due consensus conference a Chapel Hill che definirono una classificazione internazionale tuttora utilizzata e conglobata nell'ICD-10.

## Tipologia
Al 2017 si preferisce utilizzare la classificazione di Chapel Hill. Molti autori estendono questa tabella o la modificano in base alla scoperta di nuovi meccanismi eziopatogenetici alla base delle vasculiti. In questo articolo, le modifiche sono indicate con un asterisco e provengono da Gallo Amati et Al e E. Calonje et Al:
| Vasculite (VC)                            | Sindrome o Malattia | Positività agli ANCA | Fonte       |
| ----------------------------------------- | --- | -------------------- | ----------- |
| Vasculiti dei grandi vasi (LVV)           | - Arterite di Takayasu (TAK) - Arterite a cellule giganti (GCA) (* o temporale) | No                   | [ 5 ]       |
| Vasculiti dei vasi di medio calibro (MVV) | - Panarterite nodosa (PAN) (* o panarterite nodosa classica) - Malattia di Kawasaki (KD) (* o Sindrome di Kawasaki o Sindrome mucocutanea linfonodale) - (*Malattia di Bürger o tromboangioite obliterante) | No                   | [ 5 ] [ 6 ] |
| Vasculiti dei piccoli vasi (SVV)          | 1. SVV ANCA-associate - Poliangite microscopica (MPA) - Granulomatosi con poliangite (GPA) o Granulomatosi di Wegner - (* Sindrome di Churg-Strauss) - Granulomatosi eosinofila con poliangite (EGPA) 2. SVV associate a immunocomplessi - (* Vasculite leucocitoclastica o angite cutanea leucocitoclastica) - (* Porpora di Henoch-Schonlein (associata a IgA) ) - (* Vasculite crioglobulinemica essenziale) | 1. Sì 2. No          | [ 5 ] [ 6 ] |

Da come si nota, le vasculiti possono essere classificate in base alla grandezza del vaso dove si mostrano gli effetti predominanti:
- vasculite dei piccoli vasi, che comprende il manifestarsi in arteriole, capillari e venule;[8]
- vasculite dei vasi medi, che colpisce soprattutto le arterie di medio calibro;
- vasculite dei grandi vasi, che coinvolge l'aorta e le sue diramazioni principali.

Possono essere anche classificate in base alla patogenesi:
- granulomatose: granulomatosi di Wegener, arterite di Takayasu, sindrome di Churg-Strauss, arterite temporale (a cellule giganti o di Horton), vasculite isolata del SNC;
- da immunocomplessi: poliarterite nodosa classica (PAN), poliangioite microscopica (PAM), malattia di Kawasaki, porpora di Schönlein-Henoch, lupus eritematoso sistemico, vasculite crioglobulinemica, sindrome di Goodpasture.

### Lista delle vasculiti primarie e analisi differenziale
Sono di seguito elencate le vasculiti primarie sistemiche.
- Arterite di Takayasu
- Arterite gigantocellulare o arterite temporale
- Sindrome di Kawasaki
- Poliarterite nodosa classica
- Granulomatosi di Wegener
- Sindrome di Churg-Strauss
- Poliangioite microscopica
- Vasculite da ipersensibilità
- Vasculite leucocitoclastica
- Vasculite reumatoide
- Porpora di Schönlein-Henoch
- Crioglobulinemia mista essenziale
- Sindrome di Behçet
- Sindrome di Cogan
- Tromboangioite obliterante o malattia di Buerger

#### Differenze tra le varie vasculiti primitive
|                                   | Età di insorgenza | Calibro dei vasi colpiti | Positività per ANCA   | Eosinofilia  | Vasculite leucocitoclastica | Necrosi fibrinoide | Granulomi |
| --------------------------------- | ----------------- | ------------------------ | --------------------- | ------------ | --------------------------- | ------------------ | --------- |
| Arterite di Takayasu              | Giovani donne     | Grandi vasi              | No                    | Possibile    | No                          | No                 | Sì        |
| Arterite temporale                | >50-60 anni       | Grandi vasi              | No                    | Possibile    | No                          | Possibile          | Sì        |
| Poliarterite nodosa               | Intorno a 40 anni | Vasi medi                | No                    | Possibile    | No                          | Sì, elevata        | No        |
| Poliangioite microscopica         | 50-60 anni        | Piccoli e medi vasi      | Sì, pANCA ( MPO-ANCA) | Possibile    | No                          | Sì, elevata        | No        |
| Granulomatosi di Wegener          | 50-60 anni        | Piccoli e medi vasi      | Sì, cANCA ( PR3-ANCA) | Minima       | No                          | Sì                 | Sì        |
| Sindrome di Churg-Strauss         | 38-60 anni        | Piccoli e medi vasi      | Sì, pANCA ( MPO-ANCA) | Elevatissima | No                          | Sì                 | Sì        |
| Crioglobulinemia mista essenziale | 50-60 anni        | Piccoli vasi             | No                    | Possibile    | Elevata                     | Minima             | No        |
| Vasculite leucocitoclastica       | 40 anni           | Piccoli vasi             | No                    | Minima       | Elevata                     | Minima             | No        |
| Porpora di Schönlein-Henoch       | 7-10 anni         | Piccoli vasi             | No                    | Possibile    | Elevata                     | Minima             | No        |

## Sintomatologia
I sintomi e i segni clinici mostrano generalmente febbre, talvolta prurito, porpora, necrosi e ulcere, livedo reticularis, artralgie, miositi, mialgie, mononevriti, cefalea, tinnito, ictus, infarto miocardico, trombosi, glomerulonefrite, perdita dell'acuità visiva ingravescente, sanguinamenti delle vie respiratorie e gastroenterici.

## Diagnosi

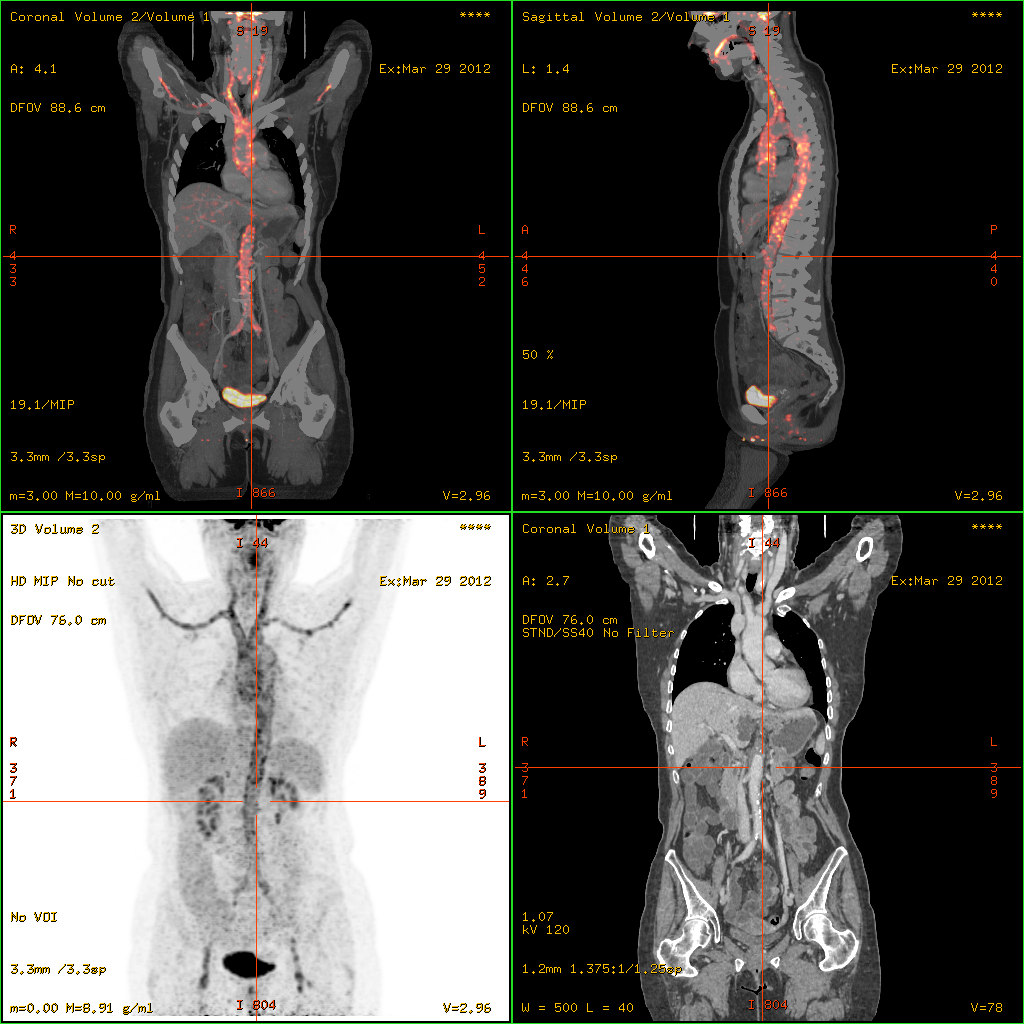
Un severo caso di vasculite che coinvolge i principali vasi, visto tramite PET/CT con fluorodesossiglucosio-18

Esami di laboratorio del sangue o dei fluidi corporei possono essere eseguiti per diagnosticare i pazienti con una vasculite attiva. I segni di vasculite possono essere l'aumento della velocità di eritrosedimentazione (VES), un aumento della proteina C-reattiva (PCR), anemia, aumento della conta di globuli bianchi e eosinofilia. Altri indicatori possono essere i livelli elevati di anticorpi anti-citoplasma dei neutrofili e ematuria. Anomalie specifiche dipendono dal grado di coinvolgimento dei vari organi. Una tomografia a emissione di fotone singolo (SPECT) cerebrale può evidenziare una diminuzione del flusso sanguigno al cervello e un danno a esso.
Un angiogramma (una radiografia con mezzo di contrasto dei vasi sanguigni) può mostrare segni caratteristici dell'infiammazione dei vasi interessati. Ultimamente, come tecnica di imaging biomedico, sta prendendo sempre più importanza la PET/CT con fluorodesossiglucosio-18. Lo studio combinato di estensione e intensità di captazione vascolare del fluorodesossiglucosio è in grado di predire l'andamento della malattia.
La diagnosi definitiva di vasculite rimane tuttavia la biopsia del vaso coinvolto.

## Terapie
Il trattamento prevede prima di tutto di individuare la fattispecie di vasculite che si manifesta per poi curarla. I farmaci da somministrare dipendono dalla tipologia: per alcune forme di arterite utili sono glucocorticoidi, mentre generalmente si somministra il prednisone, la ciclofosfamide e il metotrexato.